# روني جاكسون
روني لين جاكسون (بالإنجليزية: Ronny Lynn Jackson)‏ (مواليد 4 مايو 1967) هو طبيب أمريكي، والطبيب الخاص لرئيس الولايات المتحدة، وأدميرال (عميد) في البحرية الأمريكية. ومن المتوقع أيضاً أن يتم ترشيحه حاليًا كأمين لوزارة شؤون المحاربين القدامى. ويعمل كطبيب في البيت الأبيض منذ عام 2006. وتم تعيينه أول مرة طبيباً لرئيس في 25 يوليو 2013 من قبل باراك أوباما، واحتفظ به دونالد ترامب بعد انتخابه كرئيساً للبلاد في عام 2016. 
في 28 مارس 2018 , أعلن الرئيس دونالد ترامب نيته عن ترشيح چاكسون كوزير المحاربين القدامى للولايات المتحدة خلفا لدايفيد شولكين.

## حياته السابقة׃
ولد چاكسون في ليفيلاند بولاية تكساس، كما تخرج من جامعة A&M للزراعة و الميكانيكة في تكساس عام 1991 مع شهادة في علم الأحياءالبحرية. فذهب للالتحاق بكلية الطب في جامعة تكساس بالقسم الطبى فتخرج فيها عام 

## المهنة׃
فچاكسون لدية دبلوم معتمد من المجلس الامريكى لطب الطوارئ فقد تم تعينه كزميل في مهنة الطب بامريكا. فانه حاليا حاصل على التعيينات الاكلينيكية مع جامعة الخدمات المنظمة للعلوم الصحية
و مدرسة طب هارفارد. فقد غادر المركز الطبى العسكرى، والترريد مع الرئيس الامركى السابق باراك اوباما عام 2015. 
فقد بدٲ چاكسون خدمته البحريه النشطة بالمركز الطبى البحرى بورتسماوث عام 1995 حيث ٲكمل تدريبه في الطب الانتقالى. فبعد ان انتهى من فتره تدريبه في برنامج الاقامه المؤقته عام 1996, ثم أصبح خريج برنامج الضابط الطبى تحت سطح البحر في جروتون، كونيتيكت. كما تٲهل في الغواصات وطب الضغط العالى حيث شملت مهامه التشغيليه اللاحقه ׃ كمدرب في مركز تدريب الغوص والإنقاذ البحرى في مدينة بنما فلوريدا، ومسئول طبى للغوص في وحده التخلص من المتفجرات المتنقله رقم 8 في سيغونيلا، ٳيطاليا وضابط سلامه الغوص في مركز السلامة التجربة في نورفولك. 
ففى عام 2001م، عاد چاكسون إلى المركز الطبى البحرى بورتسماوث ليبدٲ ٳقامته في طب الطوارئ والانتهاء من الجزء العلوى من فصله وتلقى شرف الدراسات العليا. فعند الانتهاء من ٳقامته عام 2004, فتم تعينه في الكلية الاكلينيكسة في برنامج الطوارئ في المستشفى البحريه في بورتسموث بڤيرچنيا. أيضا في عام 2005, قد انضم إلى المجموعه اللوچستيه البحريه الثانية، فوج اللوچستيات القتالى رقم 25 , في مخيم ليجون، شمال كارولينا.فمن هناك نشر في دعم عمليه حريه العراق كطبيب طب الطوارئ المسئول عن دواء الإنعاش للصدمه الجراحيه التي انتشرت في التقدم بالعراق
في عام 2006م بينما كان مازال هناك في العراق، تم اختياره كطبيب في البيت الابيض. فقد قام بتوجيهة الرعاية الصحية التنفذية إلى مجلس الوزراء وكبار الموظفين كما عمل مشرفا على المعسكر الرئاسى في كامب ديفيد، وتولى منصب الطبيب إلى الابيض وقاد الوحدة الطبية للبيت الابيض كمدير له. فقد عمل كطبيب في البيت الابيض خلال الادارات الثلاث الماضيه وكان الطبيب المخصص للرئيس اوباما. فتصدر چاكسون عناوين الصحف بعد فتاه تعرضت للعض من قبل صنى، أحد كلاب الرئيس اوباما. فهو يعمل حاليا كطبيب مخصص للرئيس ترامب. 
فقد تم ترشيحه إلى رتبه ضابط بحريه (النصف العلوى) في 23 مارس 2018.

### ترشيحه لتولي منصب وزير شئوون قدامى المحاربين
في 28 مارس 2018, أعلن الرئيس دونالد ترامب انه يعتزم استبدال ديفيد شولكين برونى چاكسون كوزير لشئون قدامى المحاربين.
1. ↑  Biographical Directory of the United States Congress (بالإنجليزية), United States Government Publishing Office, 1903, QID:Q1150348